# Pseudancylistes albolineatus
Pseudancylistes albolineatus är en skalbaggsart som beskrevs av Stefan von Breuning 1957. Pseudancylistes albolineatus ingår i släktet Pseudancylistes och familjen långhorningar.
Artens utbredningsområde är Madagaskar. Inga underarter finns listade i Catalogue of Life.